# Astatotilapia calliptera
Astatotilapia calliptera är en fiskart som först beskrevs av Günther, 1894.  Astatotilapia calliptera ingår i släktet Astatotilapia och familjen Cichlidae. IUCN kategoriserar arten globalt som otillräckligt studerad. Inga underarter finns listade.

## Bildgalleri

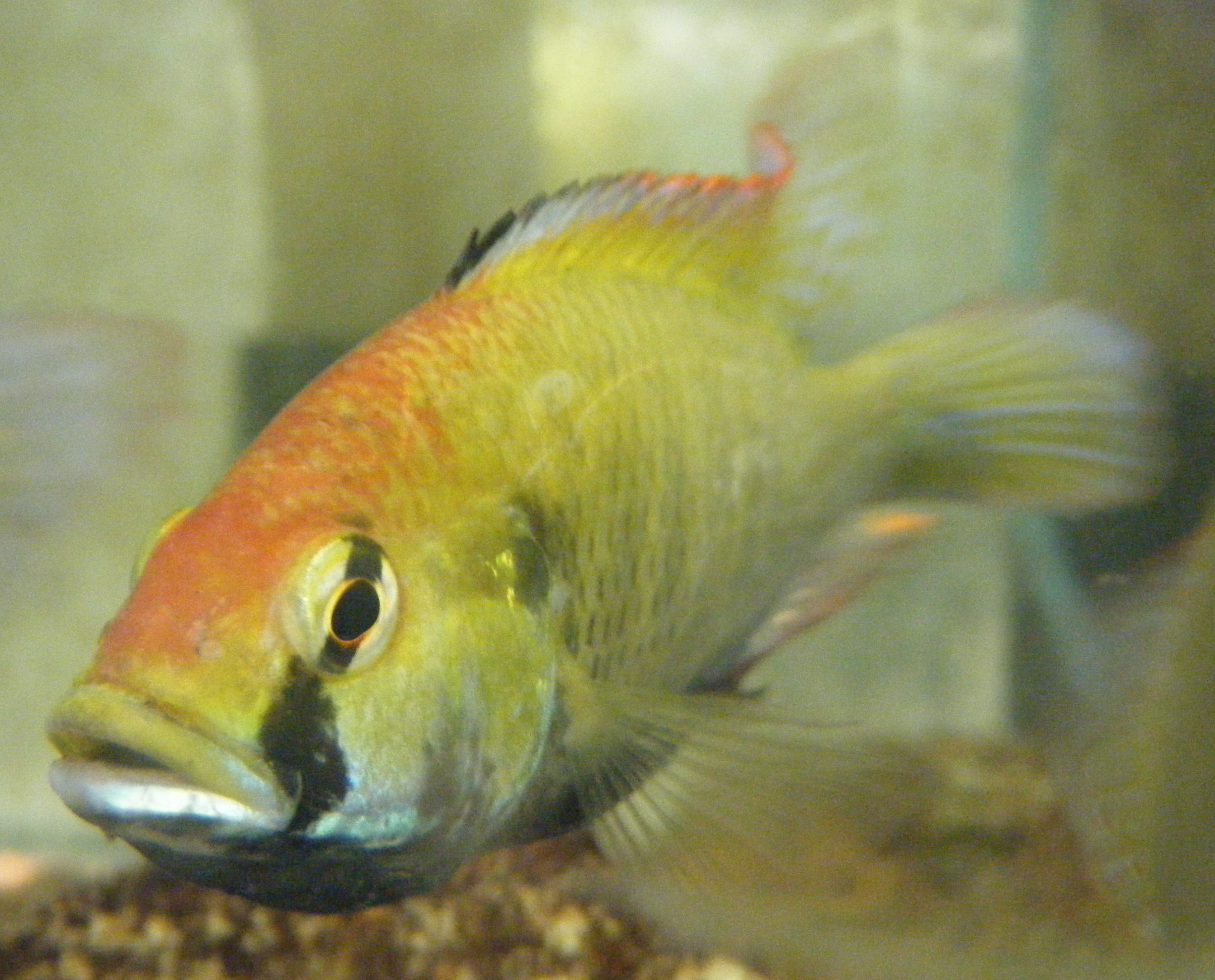
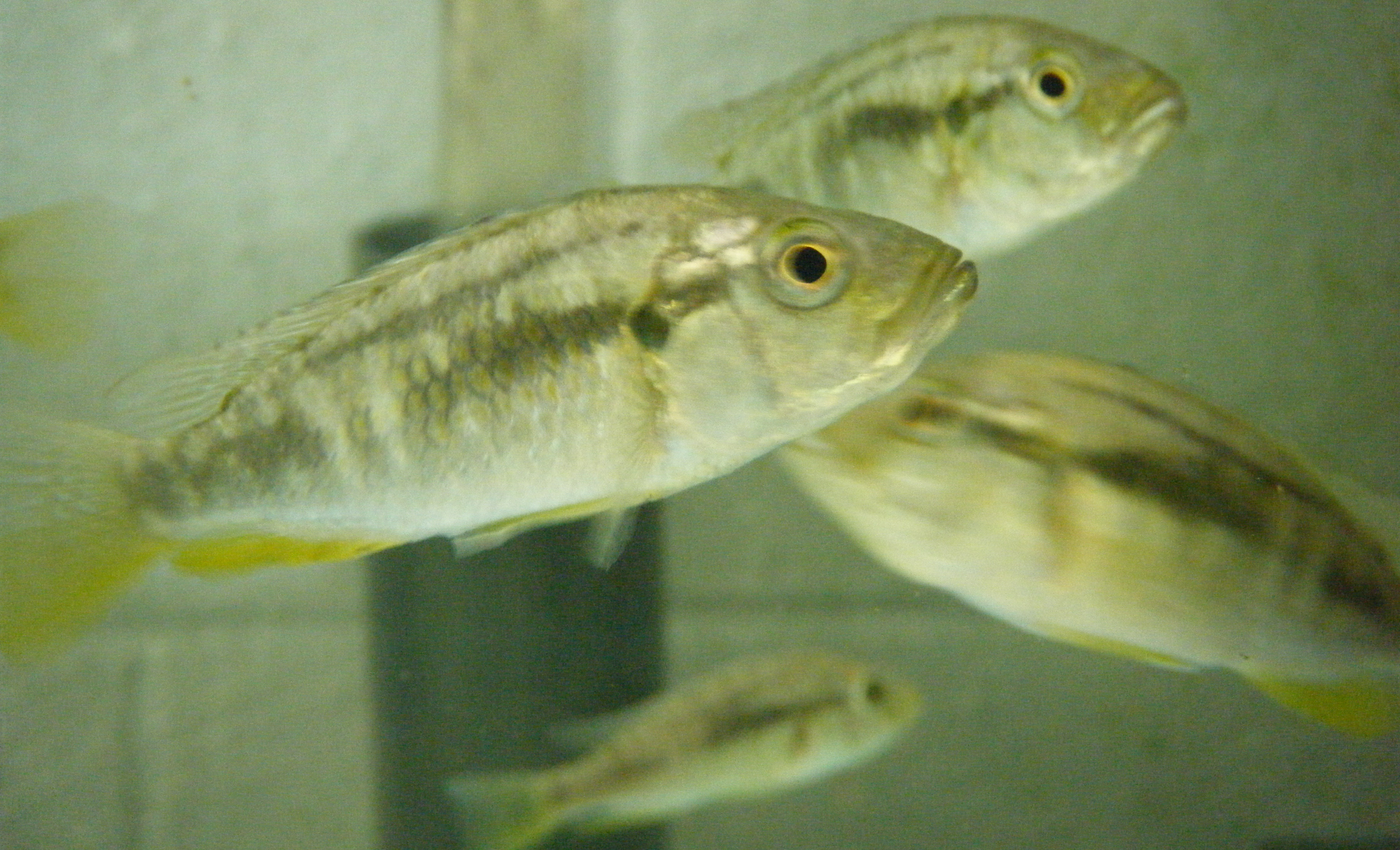